# NDTV Blumenau
NDTV Blumenau é uma emissora de televisão brasileira sediada em Blumenau, cidade do estado de SC. Opera no canal 9 (30 UHF digital), e é afiliada à Record. Devido a dificuldade de recepção dela e de outras emissoras por causa da topografia das montanhas, opera também nos canais 27 UHF (44.1) no Morro do Cachorro e 30 UHF (10.1) no distrito de Vila Itoupava. Integra a NDTV, rede de televisão pertencente ao Grupo ND. A emissora mantém estúdios localizados no bairro da Ponta Aguda, enquanto seus transmissores ficam na parte alta do bairro.

## História
Em 27 de junho de 2002, o Ministério das Comunicações outorgou para o Grupo RIC a concessão do canal 9 VHF de Blumenau, através de decreto assinado pelo presidente Fernando Henrique Cardoso. Em 10 de novembro de 2004, a emissora iniciou suas transmissões em caráter experimental, e em 11 de dezembro de 2004, foi oficialmente fundada a Rede SC Blumenau, quarta emissora da Rede SC em Santa Catarina.
Em 31 de outubro de 2007, a Rede SC assinou contrato com a Rede Record, e entrou em fase transitória, com a mudança no nome dos seus programas e alterações no logotipo, que deixou de levar a marca do SBT. Em 1º de fevereiro de 2008, juntamente com as demais emissoras da Rede SC, a Rede SC Blumenau passou a se chamar RIC TV Blumenau, e passou a retransmitir a programação da Rede Record, unificando a afiliação das emissoras do Grupo RIC em Santa Catarina com a RIC TV, em atuação desde 1987 no Paraná.
Em 3 de dezembro de 2019, com o desmembramento do Grupo RIC em Santa Catarina e com a criação da NDTV, passou a se chamar NDTV Blumenau.